# Pera pallidifolia
Pera pallidifolia là một loài thực vật có hoa trong họ Peraceae. Loài này được Britton & P.Wilson mô tả khoa học đầu tiên năm 1920.